# Karl Ferber (Fußballspieler)
Karl Ferber (* 3. Dezember 1923 in Mechernich; † nach 1957) war ein deutscher Fußballspieler.

## Laufbahn
Seine Karriere begann der Halbstürmer bei den Amateurvereinen TuS Mechernich und SG Eschweiler. In den Wirren des Zweiten Weltkriegs stand er beim Gauligisten Mülheimer SV 06 unter Vertrag, der Spielbetrieb erlag jedoch schon bald. Nach Kriegsende schloss sich Karl Ferber 1946 dem FSV Frankfurt an, der in der Fußball-Oberliga Süd spielte. In seinem ersten Jahr kam der Offensivmann erst gegen Saisonende zu Einsätzen, sein einziges Tor erzielte er am letzten Spieltag beim 2:0-Sieg gegen den 1. FC Schweinfurt 05. 1947/48 war seine sportlich erfolgreichste Saison in Frankfurt, mit dem FSV belegte er im Abschlussklassement der Oberliga Rang sieben. Ferber erzielte dabei in 36 Spielen zwölf Tore, darunter beim 4:0-Sieg gegen die Sportfreunde Stuttgart auch einen Hattrick. Die folgende Spielzeit verlief für den Verein mit Platz zwölf wenig befriedigend, Karl Ferber absolvierte zwar alle Spiele, erzielte dabei aber nur ein Tor. 1949 folgte daraufhin sein Wechsel zu Alemannia Aachen in die Oberliga West, wo er bis 1952 aktiv war. Auch mit der Alemannia spielte er in diesen drei Jahren vorrangig gegen den Abstieg, in seiner ersten Saison 1949/50 bestritt Ferber wieder sämtliche Ligaspiele und erzielte dabei vier Tore, in der Folgesaison waren es 29 Spiele (fünf Tore).
Von 1952 bis 1955 spielte er für Eintracht Trier in der Oberliga Südwest und von 1955 bis 1957 ging Ferber noch für den VfL Trier in der 2. Oberliga Südwest, der damals zweithöchsten Spielklasse, auf Torejagd.